# Turmhügel Siegerstetten
Der Turmhügel Siegerstetten ist eine abgegangene Turmhügelburg (Motte) etwa 420 Meter westnordwestlich der Ortsmitte von Siegerstetten, einem Ortsteil der Gemeinde Kumhausen im niederbayerischen Landkreis Landshut in Bayern. Über diese Niederungsburg sind keine geschichtlichen oder archäologischen Informationen bekannt, sie wird grob als mittelalterlich datiert. Erhalten hat sich von der Anlage am Bachrand eines Nebenbaches des Roßbaches nur ein Burghügel sowie ein stark verschwemmter Burggraben. Die Burgstelle ist als Bodendenkmal Nummer D-2-7539-0070: „Turmhügel des Mittelalters“ geschützt.

## Beschreibung

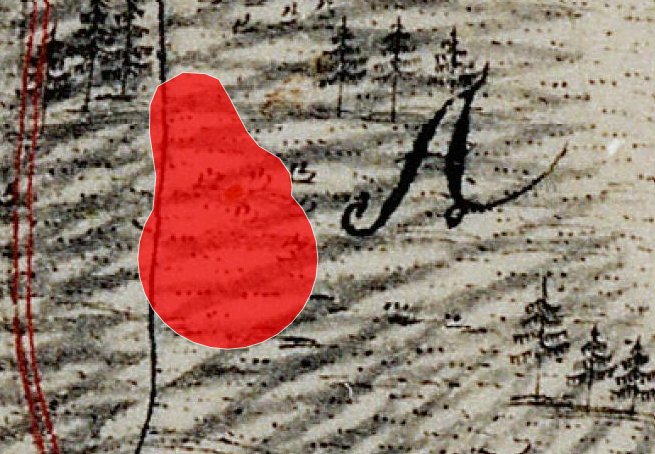
Lageplan des Turmhügels Siegerstetten auf dem Urkataster von Bayern

Die bewaldete Burgstelle befindet sich auf rund 450 m ü. NN Höhe unmittelbar am Ufer eines kleinen Baches, der sich im Tal zwischen dem Weinberg im Westen und einem Geländerücken mit der Ortschaft Siegerstetten entlangzieht. Der Turmhügel befindet sich an einer Biegung des Baches, der vor dem Turmhügel in westnordwestlicher Richtung verläuft und am Hügel in nördliche Fließrichtung umbiegt. Der rechteckige, pyramidenstumpfförmige Turmhügel steigt im Quellhorizont am Fuß eines nach Nordwesten gerichteten Geländerückens bzw. vom Talgrund aus 3,2 bis 5,2 Meter hoch an. Der aus kiesigem Lehm bestehende Hügel besitzt ein annähernd ebenes Plateau mit den Maßen von zehn Metern in Nordsüdrichtung und sechs Metern in Ostwestrichtung. Dieses Plateau weist an seiner Westseite eine geringfügige Angrabung auf, Spuren von einstiger Bebauung sind dort nicht mehr vorhanden. Gegen das östliche, zunächst mäßig, dann steiler ansteigende Vorgelände war der Turmhügel durch einen aus dem Berghang gegrabenen, hufeisenförmigen Graben als Annäherungshindernis gesichert. An der Nordost- sowie an der Südostecke des Turmhügels biegt der Graben jeweils nach Westen um und verläuft dort in Richtung Bach. Dieser Graben ist heute weitgehend zugeschwemmt und durch seine Lage im Quellhorizont auch in den Sommermonaten feucht. Die Tiefe des Grabens beträgt von seiner Sohle bis zur Plateaufläche gemessen nur noch 1 bis 1,5 Meter, nach außen zum Berghang hin noch 1,5 Meter. Die etwa gleiche Höhe der Grabenkanten lässt vermuten, dass der Turmhügel aus dem Material des Grabenaushubes aufgeschüttet wurde. Im Bachbett sind noch Ziegelstücke im Bereich des Turmhügels zu finden, da sie aber bachaufwärts nicht vorhanden sind, stammen sie wohl mit einiger Sicherheit von der früheren Burganlage. Etwa 30 Meter nördlich des Turmhügels befindet sich noch eine weitere rundliche Erhebung am Bachufer. Sie ist ebenfalls durch einen nur noch schwach erkennbaren, muldenförmigen Graben von Berghang abgetrennt. Ob es sich dabei um eine künstlich geschaffene Anlage oder als eine zum Turmhügel gehörende Anlage handelt, ist nicht bekannt.